# Campeonato de Segunda División 1919 (Argentina)
El Campeonato de Segunda División 1919 fue el vigésimo primer torneo de Segunda División y el vigésimo campeonato de la tercera categoría. Fue organizado por la Asociación Argentina de Football.
A partir de esta edición, los equipos de reserva de los clubes de División Intermedia pasaron a competir en su propio torneo de reservas.
Los nuevos participantes fueron el reafiliado Bristol, tras su última intervención en la temporada 1917, y los afiliados debutantes Centenario, Flores, Liniers, Nacional, Tiro a Segno y Tráfico.
El torneo tuvo un desarrollo regular hasta que a mediados de septiembre, motivada por irregularidades en los principales torneos, ocurrió una nueva escisión en el fútbol argentino. En medio del regreso a la competencia, dieciocho equipos fueron expulsados o desafiliados.
El torneo consagró campeón por primera vez en su historia a El Porvenir, tras vencer por 3 a 1 a Villa Urquiza en la final. Junto a El Aeroplano y Bristol, obtuvieron el ascenso a División Intermedia como ganadores de sus secciones. Debido a una nueva escisión del fútbol argentino, otros once clubes fueron promovidos a la división superior.
Por su parte, el torneo de la Asociación Amateurs fue ganado por Barracas III.

## Ascensos y descensos
| Pos.  | Ascendidos a División Intermedia 1919 |
| ----- | ------------------------------------- |
| 1.°   | San Fernando                          |
| ZO    | Del Plata                             |
| ZS    | Boca Alumni                           |
| ZN    | Villa Real                            |
| ZN    | Alvear                                |
| ZO    | Nueva Chicago                         |
| ZS    | Avellaneda                            |
| ZS    | Barracas Juniors                      |
| ZS    | Wilde                                 |
| Prom. | Belgrano                              |

| Descendidos de División Intermedia 1918 |
| --------------------------------------- |
| No hubo                                 |

| Afiliados    |
| ------------ |
| Bristol      |
| Centenario   |
| Flores Sp.   |
| Liniers      |
| Tiro a Segno |
| Tráfico      |

| Relegados a Tercera División 1919 |
| --------------------------------- |
| Silvertown                        |
| Suizo                             |
| Desafiliados                      |
| Bellas Artes                      |
| Bernal                            |
| Bonaerense                        |
| Ciudadela                         |
| Corinthians                       |
| El Comercio                       |
| Empire                            |
| Ensenada                          |
| España                            |
| Estudiantes de Bernal             |
| Floresta                          |
| General Mitre                     |
| Good Boys                         |
| La Marina                         |
| Sp. Lanús                         |
| Liberal Argentino                 |
| Olimpia                           |
| Plus Ultra                        |
| Torre                             |
| Wanderers                         |
| Wilde                             |

### Incorporaciones
| Incorporados al Torneo de Reserva |
| --------------------------------- |
| San Fernando II                   |

| Incorporados  |
| ------------- |
| Lanús IV      |
| Liniers II    |
| Piñeyro III   |
| Porteño III   |
| Porteño IV    |
| San Telmo III |

| Incorporados a Tercera División 1919 |
| ------------------------------------ |
| Argentino de Banfield II             |
| Argentino de Quilmes III             |
| Argentinos Juniors III               |
| Argentinos Juniors IV                |
| Boca Juniors III                     |
| Honor y Patria II                    |
| Huracán III                          |
| Huracán IV                           |
| Platense IV                          |
| San Isidro III                       |
| Tigre III                            |
| Tracción II                          |
| Retirados                            |
| Ciudadela II                         |
| Estudiantes IV                       |
| General Mitre II                     |
| Sp. Lanús II                         |

El número de participantes disminuyó a 49.

## Sistema de disputa
Los equipos fueron distribuidos en tres zonas geograficas:
- Zona Norte: los equipos se dividieron en tres secciones, donde se enfrentaron bajo el sistema de todos contra todos a dos ruedas.
- Zona Sur: los equipos se dividieron en dos secciones, donde se enfrentaron bajo el sistema de todos contra todos a dos ruedas.
- Zona Oeste: los equipos se dividieron en dos secciones, donde se enfrentaron bajo el sistema de todos contra todos a dos ruedas.

### Ascensos
Los ganadores de cada sección, a excepción de los equipos juveniles de divisiones superiores, obtuvieron el ascenso. Los ganadores de cada zona se enfrentaron a eliminación directa, a partido único en cancha neutral, hasta definir a un campeón.

## Equipos participantes
| Equipo                           | Ciudad               |
| -------------------------------- | -------------------- |
| Adrogué                          | Adrogué              |
| Almagro III                      | Buenos Aires         |
| América                          | Buenos Aires         |
| Argentino de Banfield            | Banfield             |
| Barracas III                     | Buenos Aires         |
| Belgrano                         | Buenos Aires         |
| Bristol                          | Buenos Aires         |
| Boedo                            | Buenos Aires         |
| Boulogne                         | San Isidro           |
| Centenario                       | Temperley            |
| Chacabuco                        | Buenos Aires         |
| Coghlan                          | Buenos Aires         |
| Comercio                         | Buenos Aires         |
| Compañía General de Buenos Aires | Buenos Aires         |
| Dock Sud                         | Dock Sud             |
| El Aeroplano                     | Valentín Alsina      |
| El Porvenir                      | Gerli                |
| Enigma                           |                      |
| Estudiantes III                  | Buenos Aires         |
| Estudiantes de La Plata III      | La Plata             |
| Estudiantes Washington           |                      |
| Flores                           |                      |
| General San Martín               | San Martín           |
| Gimnasia y Esgrima III           | Buenos Aires         |
| Honor y Patria                   | Bernal               |
| Honor y Patria                   | Buenos Aires         |
| Independiente III                | Avellaneda           |
| Lanús III                        | Lanús                |
| Lanús IV                         | Lanús                |
| Liniers                          | Buenos Aires         |
| Liniers II                       | Buenos Aires         |
| Nacional                         | Adrogué              |
| Piñeyro III                      | Piñeyro              |
| Platense III                     | Buenos Aires         |
| Porteño III                      | Buenos Aires         |
| Porteño IV                       | Buenos Aires         |
| Quilmes III                      | Quilmes              |
| Racing III                       |                      |
| Ramos Mejía                      | Ramos Mejía          |
| River Plate III                  | Buenos Aires         |
| River Plate IV                   | Buenos Aires         |
| San Telmo III                    | Buenos Aires         |
| Talleres United                  | Remedios de Escalada |
| Talleres United II               | Remedios de Escalada |
| Tiro a Segno                     |                      |
| Tracción                         | San Martín           |
| Tráfico                          | San Martín           |
| Union                            | Caseros              |
| Villa Ballester                  | Villa Ballester      |
| Villa Urquiza                    | San Martín           |

## Zona Norte

### Sección 1
| Pos | Equipo                 | Pts | PJ | PG | PE | PP |
| --- | ---------------------- | --- | -- | -- | -- | -- |
| 1.º | Gimnasia y Esgrima III | 10  | 6  | 5  | 0  | 1  |
| 2.º | Platense III           | 6   | 6  | 3  | 0  | 3  |
| —   | Porteño III            | —   | —  | —  | —  | —  |
| —   | Estudiantes III        | —   | —  | —  | —  | —  |

|  | Clasificado. |

### Sección 2
| Pos | Equipo             | Pts | PJ | PG | PE | PP |
| --- | ------------------ | --- | -- | -- | -- | -- |
| 1.º | Bristol            | 20  | 12 | 8  | 4  | 0  |
| 2.º | Belgrano           | 17  | 12 | 6  | 5  | 1  |
| 3.º | Unión (C)          | 13  | 12 | 5  | 3  | 4  |
| 4.º | General San Martín | 8   | 12 | 3  | 2  | 7  |
| 5.º | Tráfico            | 7   | 12 | 2  | 3  | 7  |
| 6.º | Tiro a Segno       | 2   | 12 | 1  | 0  | 11 |
| —   | Villa Ballester    | —   | —  | —  | —  | —  |

|  | Clasificado. Ascendió a División Intermedia. |

### Sección 3
| Pos | Equipo        | Pts | PJ | PG | PE | PP |
| --- | ------------- | --- | -- | -- | -- | -- |
| 1.º | Villa Urquiza | 19  | 10 | 9  | 1  | 0  |
| 2.º | Boulogne      | 11  | 10 | 4  | 3  | 3  |
| 3.º | Comercio      | 10  | 10 | 4  | 2  | 4  |
| 4.º | Coghlan       | 7   | 10 | 3  | 1  | 6  |
| 5.º | Tracción      | 7   | 10 | 2  | 3  | 5  |
| —   | América       | —   | —  | —  | —  | —  |

|  | Clasificado. Ascendió a División Intermedia. |

## Zona Sur

### Sección 1
| Pos | Equipo                      | Pts | PJ | PG | PE | PP |
| --- | --------------------------- | --- | -- | -- | -- | -- |
| 1.º | Lanús III                   | 19  | 12 | 9  | 1  | 2  |
| 2.º | Estudiantes de La Plata III | 15  | 12 | 7  | 1  | 4  |
| —   | Quilmes III                 | —   | —  | —  | —  | —  |
| —   | Independiente III           | —   | —  | —  | —  | —  |
| —   | River Plate IV              | —   | —  | —  | —  | —  |
| —   | Racing III                  | —   | —  | —  | —  | —  |
| —   | River Plate III             | —   | —  | —  | —  | —  |

|  | Clasificado. |

### Sección 2
| Pos | Equipo                | Pts | PJ | PG | PE | PP |
| --- | --------------------- | --- | -- | -- | -- | -- |
| 1.º | El Porvenir           | 32  | 18 | 15 | 2  | 1  |
| 2.º | Adrogué               | 26  | 18 | 12 | 2  | 4  |
| 3.º | Argentino de Banfield | 26  | 18 | 11 | 4  | 3  |
| 4.º | Centenario            | 20  | 18 | 8  | 4  | 6  |
| 5.º | Nacional (A)          | 18  | 18 | 9  | 0  | 9  |
| 6.º | Dock Sud              | 12  | 18 | 5  | 2  | 11 |
| —   | Talleres United       | —   | —  | —  | —  | —  |
| —   | Talleres United II    | —   | —  | —  | —  | —  |
| —   | Chacabuco             | —   | —  | —  | —  | —  |
| —   | Honor y Patria (B)    | —   | —  | —  | —  | —  |

|  | Clasificado. Ascendió a División Intermedia. |

## Zona Oeste

### Sección 1
| Pos | Equipo           | Pts | PJ | PG | PE | PP |
| --- | ---------------- | --- | -- | -- | -- | -- |
| 1.º | Huracán III      | 14  | 8  | 6  | 2  | 0  |
| 2.º | Almagro III      | 11  | 8  | 5  | 1  | 2  |
| 3.º | Piñeyro III      | 2   | 8  | 1  | 0  | 7  |
| 4.º | San Telmo III    | 2   | 8  | 1  | 0  | 7  |
| —   | Sp. Barracas III | —   | —  | —  | —  | —  |

|  | Clasificado. |

### Sección 2
| Pos | Equipo                           | Pts | PJ | PG | PE | PP |
| --- | -------------------------------- | --- | -- | -- | -- | -- |
| 1.º | El Aeroplano                     | 33  | 18 | 16 | 1  | 1  |
| 2.º | Liniers                          | 29  | 18 | 14 | 1  | 3  |
| 3.º | Ramos Mejía                      | 25  | 18 | 11 | 3  | 4  |
| 4.º | Liniers II                       | 19  | 18 | 8  | 3  | 7  |
| 5.º | Compañía General de Buenos Aires | 11  | 18 | 5  | 1  | 12 |
| 6.º | Enigma                           | 4   | 18 | 1  | 2  | 15 |
| —   | Estudiantes Washington           | —   | —  | —  | —  | —  |
| —   | Honor y Patria                   | —   | —  | —  | —  | —  |
| —   | Boedo                            | —   | —  | —  | —  | —  |
| —   | Flores Sp.                       | —   | —  | —  | —  | —  |

|  | Clasificado. Ascendió a División Intermedia. |

## Fase final

### Cuadro de desarrollo
|  | Semifinales | Semifinales  | Semifinales |               |   | Final       | Final | Final |  |
|  |             |              |             |               |   |             |       |       |  |
|  |             |              |             |               |   |             |       |       |  |
|  | S           | El Porvenir  | 1           |               |   |             |       |       |  |
|  | S           | El Porvenir  | 1           |               |   |             |       |       |  |
|  | O           | El Aeroplano | 0           |               |   |             |       |       |  |
|  | O           | El Aeroplano | 0           |               |   | El Porvenir | 3     |       |  |
|  |             |              |             |               |   | El Porvenir | 3     |       |  |
|  |             |              | N           | Villa Urquiza | 1 |             |       |       |  |
|  |             |              | N           | Villa Urquiza | 1 |             |       |       |  |
|  |             |              |             |               |   |             |       |       |  |
|  |             |              |             |               |   |             |       |       |  |
|  |             |              |             |               |   |             |       |       |  |
|  |             |              |             |               |   |             |       |       |  |

### Semifinal
| 28 de diciembre | El Porvenir | 1:0 | El Aeroplano | Estadio de Lanús, Lanús |  |

### Final
| 4 de enero de 1920 | El Porvenir      | 3:1 | Villa Urquiza | Estadio de Argentinos Juniors, Buenos Aires |  |
|                    | Calvo · Bustince |     | Anotado       |                                             |  |

|                                 |
|                                 |
| Campeón El Porvenir 1.er título |

## Copa Campeonato
La Copa Campeonato de Segunda División fue disputada por el ganador del Campeonato de Segunda División y por el ganador del Torneo de Reservas de la División Intermedia.
| 11 de enero de 1920 | El Porvenir       | 2:0 (1:0) | Sp. Avellaneda II | Estadio de Boca Juniors, Buenos Aires |  |
|                     | Bustince 35', 89' |           |                   |                                       |  |

|                                 |
|                                 |
| Campeón El Porvenir 1.er título |